# ليكشور إنترتينمنت
ليكشور إنترتينمنت (بالإنجليزية: Lakeshore Entertainment)‏ هي شركة إنتاج أفلام أمريكية، تأسست في 1994، يقع مقرها في بيفرلي هيلز كاليفورنيا، تم تأسيسها بواسطة توم روزنبرغ.

## روابط خارجية
- ليكشور إنترتينمنت على موقع IMDb (الإنجليزية)